# Eta Tucanae
Eta Tucanae (η Tuc / η Tucanae) é uma estrela anã da sequência principal na constelação de Tucana.